# بناء المجتمعات

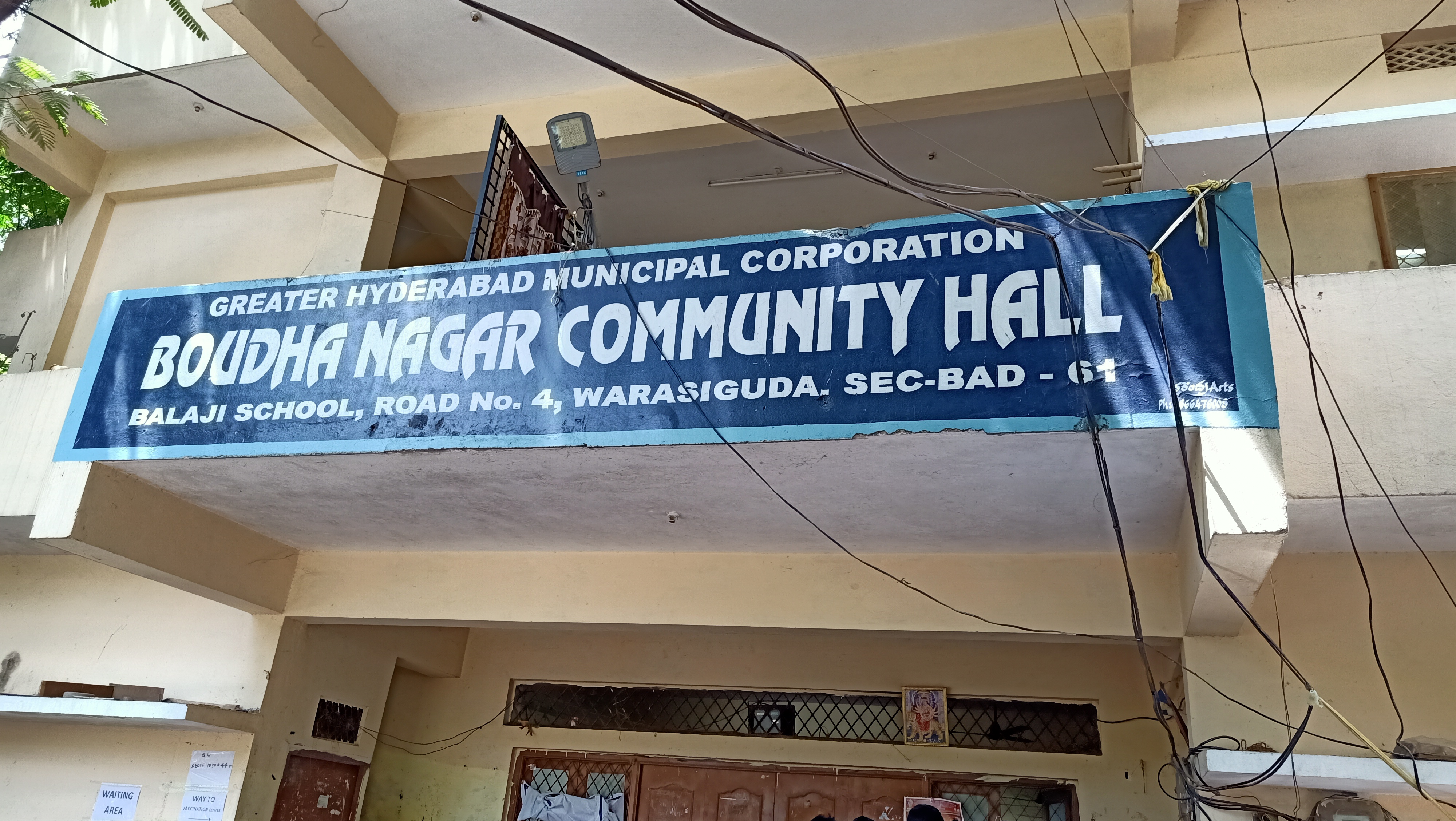
صورة توضح بناء المجتمعات

بناء المجتمعات (بالإنجليزية: community building)‏ هو ذلك المجال الذي يضم مجموعة من الممارسات الموجّهة نحو خلق وتعزيز الحس الجماعي بين الأفراد في مناطق معينة (مثل الأحياء ومناطق الجوار) أو ضمن المجموعات ذات الاهتمامات المشتركة. وهذا المصطلح «بناء الجماعة» يندرج أحيانا تحت مفهوم «تطوّر الجماعة».
يمكن استخدام مجموعة متنوعة من الممارسات عند بناء الجماعات، والتي تتراوح ما بين أحداث بسيطة كاجتماعات موائد الطعام وتجمعات نوادي الكتب الصغيرة، وبين جهود أكبر كتجمعات الاحتفالات ومشروعات الاعمار والبناء التي تتضمن مشاركين محليين عوضاً عن المقاولين الخارجيين.
يرى الناشطون والعاملون المجتمعيون المنخرطون في أنشطة بناء المجتمعات المحلية في الدول الصناعية، أن الخسارة المجتمعية الواضحة في هذه المجتمعات، هي السبب الرئيسي للتفكك الاجتماعي وظهور العديد من السلوكيات الضارة. يعتبرون أن بناء المجتمع وسيلة لمعالجة عدم الإنصاف وانعدام المساواة الاجتماعية، والرفاه الفردي والجماعي، والآثار السلبية للأفراد المنفصلين و/أو المهمَّشين.

## إعادة البناء
تُستخدم كل من القيادة والجغرافيا والتاريخ والحالة الاجتماعية والاقتصادية، لتبيان نجاح المجتمع ورفاهه. يعتقد روبرت بوتنام في كتابه «البولينغ وحده» أن رفاهية المجتمع معتمدة على جودة العلاقات بين مواطني ذلك المجتمع، ويشير إلى ذلك باعتباره رأس المال الاجتماعي. يخلق رأس المال الاجتماعي شعوراً بالانتماء، ما يعزز الصحة العامة للمجتمع. يسترسل بوتنام في تحديد تراجع رأس المال الاجتماعي ودراسته في أمريكا. يبدو أن عوامل مثل ضغوط الوقت والمال، وتوسّع ضواحي المدن، وتأثير الترفيه الإلكتروني، وربما الأهم من ذلك التغيير بين الأجيال، ساهمت في تراجع رأس المال الاجتماعي.
قال ليو فيلدستين من مؤسسة نيو هامبشير الخيرية والرئيس المشارك في ندوة ساجوارو: «يجب أن نتعلم أن ننظر إلى العالم من منظور رأس المال الاجتماعي». «نحن بحاجة إلى اعتبار الشرفات الأمامية أدوات لمكافحة الجريمة، والنظر للنزهات باعتبارها أنشطة للصحة العامة، واعتبار مجموعات الكورال مناسبات للديمقراطية. سنصبح مكانًا أفضل عندما يصبح تقييم تأثير رأس المال الاجتماعي جزءًا أساسيًا من عملية صنع القرار».
يرد في كتاب بيتر بلوك «المجتمع: بنية الانتماء» (الصفحة 29): «إن السياق الذي يجدد المجتمع هو سياق الإمكانية والكرم والعطايا، وليس سياق حل المشكلات، والخوف والعقاب». يسمح هذا السياق بمداولة جديدة، ويتطلّب من مواطنيه التصرف بأصالة، بأن يقرروا امتلاك وممارسة سلطتهم بدلاً من تفويض الآخرين لما فيه مصلحة ذلك المجتمع. يجب أن يركز الجميع على ذلك، ليس فقط القادة ولكن كل مواطن من هذا المجتمع.
يجب أن يراعي بناء المجتمعات المعتقدات، فهي أساس المجتمع. بعض المعتقدات الأساسية فعّالة، وأخلاقية، ومقترنة بالقيم، واجتماعية، وثقافية، وروحية، واقتصادية، وسياسية، وموجهة نحو الحقوق، وتثمّن التنوع.

## الحس المجتمعي
قال ديفيد برين، عالم الاجتماع: «المجتمع شيء نمارسه سويًا. إنه ليس مجرد حاوية». توفر البنية التحتية والطرق والمياه والصرف الصحي والكهرباء والإسكان الهيكل الذي يعيش فيه الناس. يمارس الناس -من داخل هذا الهيكل- الأشياء التي تسمح لهم بالحفاظ على سبل العيش. ويشمل ذلك على سبيل المثال لا الحصر التعليم والرعاية الصحية والأعمال والترفيه والاحتفال الروحي. عمل الأشخاص بالتوازي مع التفاهمات والتوقعات المشتركة، هو الذي يؤدي إلى مجتمع قوي.

### تعريف المجتمع
هناك العديد من الطرق التي يمكن للناس من خلالها تكوين مجتمع، والذي يؤثر فيما بعد على الطريقة التي يمكن بها تقوية المجتمع:
1. الموضع، وهو الإحساس بالمكان، ويشير إلى كيان جغرافي يتراوح في حجمه من الحي إلى المدينة، أو بيئة معينة يتجمع فيها الناس (مثل الكنيسة أو مركز استجمام).
2. مشاركة المصالح ووجهات النظر المشتركة، وتشير إلى المصالح والقيم المشتركة التي يمكن أن تعبر الحدود الجغرافية.
3. العمل المشترك، وهو الشعور بالتماسك والهوية، وتضمنه أنشطة مشتركة غير رسمية مثل تبادل المهام ومساعدة الجيران، ولكنها لم تُصمم عمدا لخلق تماسك مجتمعي.
4. الروابط الاجتماعية التي تنطوي على العلاقات التي خلقت الشعور المستمر بالتماسك.
5. التنوع، والذي لا يشير في المقام الأول إلى التجمعات العرقية فحسب، وإنما إلى التعقيد الاجتماعي داخل مجتمعات، تتعايش فيها جماعات متعددة.[5]

يمكن بناء المجتمعات وإحداث فرق، بغض النظر عن نوع المجتمع الذي تشكّل. تختلف طريقة بناء المجتمعات وتعتمد على العوامل المذكورة أعلاه. هناك العديد من الأنشطة التي تستخدمها المجتمعات لتقوية نفسها.